# 日本政治思想史
日本政治思想史（にほんせいじしそうし）とは、日本の政治思想史、とりわけ研究分野としては政治学・日本思想史の一分野である。
河野有理の定義によれば、日本政治思想史とは「この日本列島に生きる人々が過去、どのようなことを考えてきたのか。とりわけ、政治についてどのように考えてきたのか。（中略）以上のような問いに答えようとする学問である」という。

## 主な研究者
- 丸山真男（1914年 - 1996年） - 『日本政治思想史研究』
- 神島二郎（1918年 - 1998年）
- 橋川文三（1922年 - 1983年）
- 石田雄（1923年 - 2021年）
- 松本三之介（1926年 - ）
- 藤田省三（1927年 - 2003年）
- 松澤弘陽（1930年 - ）
- 植手通有（1931年 - 2011年）
- 飯田泰三（1943年 - ）
- 平石直昭（1945年 - ）
- 渡辺浩（1946年 - ）
- 宮村治雄（1947年 - ）
- 坂本多加雄（1950年 - 2002年）
- 原武史（1962年 - ）
- 苅部直（1965年 - ）
- 河野有理（1979年 - ）

## 関連文献
- 河野有理編『近代日本政治思想史：荻生徂徠から網野善彦まで』ナカニシヤ出版、2014年9月。ISBN 9784779508783
- 広岡守穂『日本政治思想史』有信堂高文社、2020年7月。ISBN 9784842050249
- 広岡守穂『続日本政治思想史』有信堂高文社、2020年12月。ISBN 9784842050256
- 広岡守穂『日本政治思想史：戦後編』有信堂高文社、2023年2月。ISBN 9784842050263
- 酒井大輔『日本政治学史：丸山眞男からジェンダー論、実験政治学まで』中央公論新社〈中公新書〉、2024年12月。ISBN 9784121028372
- 松本三之介『日本政治思想史概論』勁草書房、1975年10月。ISBN 4326300027
- 西田毅 編『近代日本政治思想史』ナカニシヤ出版、1998年3月。ISBN 488848385X
- 西田毅 編著『概説日本政治思想史』ミネルヴァ書房、2009年1月。ISBN 9784623052073
- 大塚健洋 編著『近代日本政治思想史入門：原典で学ぶ19の思想』ミネルヴァ書房、1999年5月。ISBN 4623029158
- 長妻三佐雄、植村和秀、昆野伸幸、望月詩史 編著『ハンドブック近代日本政治思想史：幕末から昭和まで』ミネルヴァ書房〈Minerva keywords 5〉、2021年2月。ISBN 9784623089338
- 田口富久治『戦後日本政治学史』東京大学出版会、2001年2月。ISBN 4130362038
- 田口富久治『日本政治学史の源流：小野塚喜平次の政治学』未來社、1985年12月。
- 田口富久治『日本政治学史の展開：今中政治学の形成と展開』未來社、1990年12月。ISBN 462430067X
- 渡辺浩『日本政治思想史：十七〜十九世紀』東京大学出版会、2010年2月。ISBN 9784130331005
- 渡辺浩『日本思想史と現在』筑摩書房〈筑摩選書〉、2024年1月。ISBN 9784480017833
- 藤原弘達『近代日本政治思想史序説』三和書房、1952年4月。